# Fischhalle (Fouras)

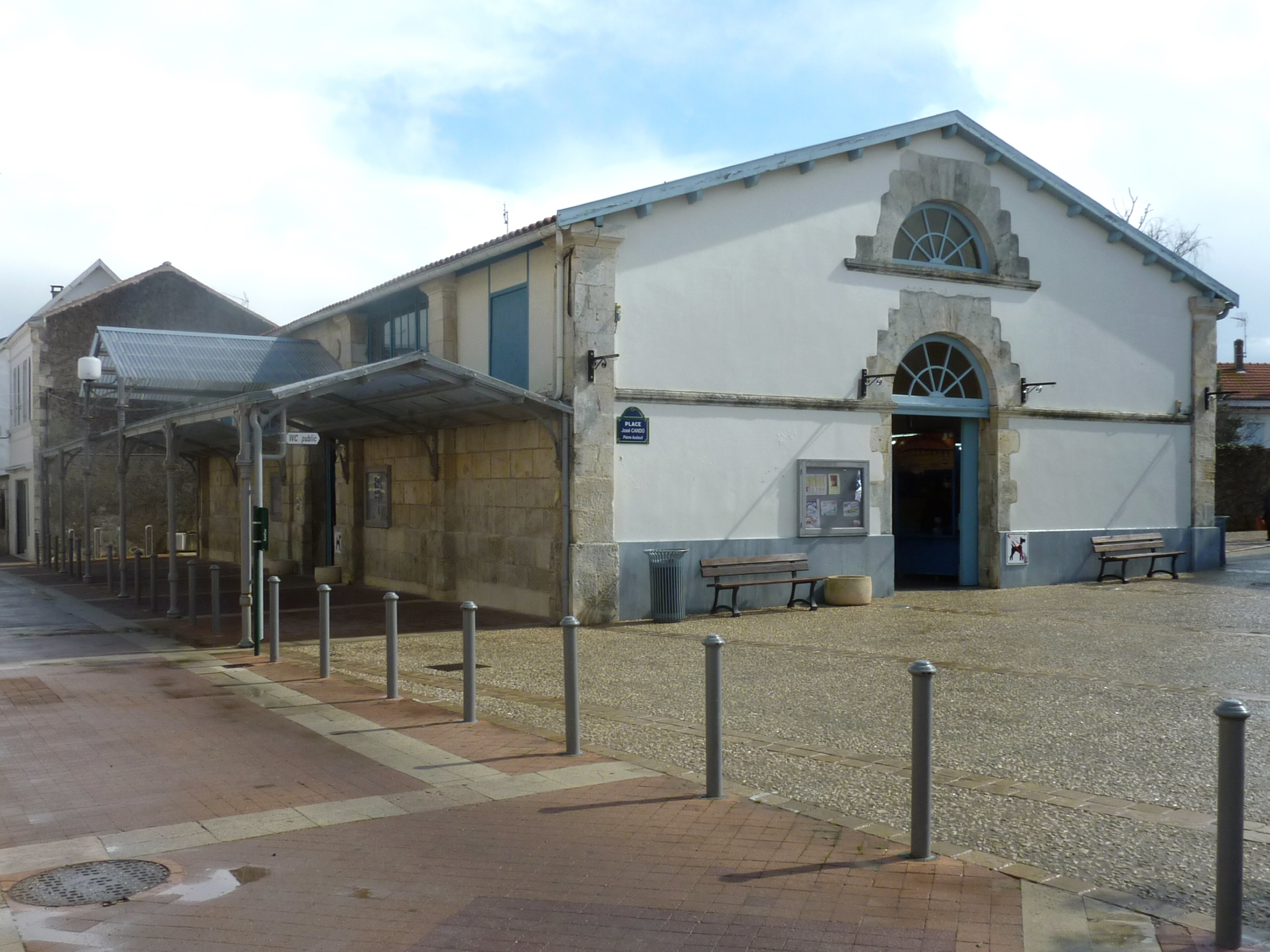
Fischhalle in Fouras

Die Fischhalle in Fouras, einer französischen Gemeinde im Département Charente-Maritime in der Region Nouvelle-Aquitaine, wurde von 1866 bis 1868 errichtet.  
Der Bau der Markthalle an der Rue de la Halle wurde notwendig, da sich die Fischfangflotte im Hafen von Fouras in der Mitte des 19. Jahrhunderts auf bis zu hundert Schiffe vergrößert hatte.   
Im eingeschossigen Gebäude aus Kalksteinmauerwerk fanden bis 1940 täglich zwei Versteigerungen des Fischfangs statt, die durch eine Glocke angekündigt wurden. In der Halle waren nur Händler zugelassen. Unter dem später hinzugefügten seitlichen Vordach konnten auch Privatpersonen Fische kaufen.